# Lounès Matoub

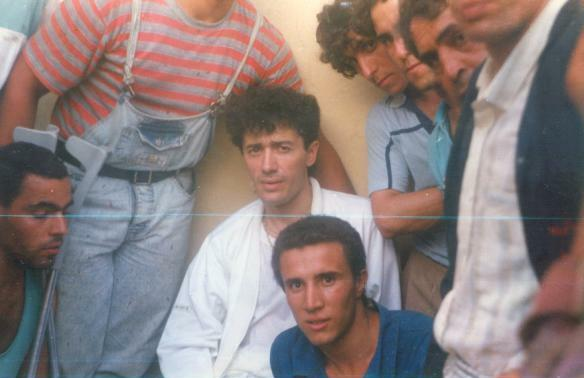
Lounès Matoub (w środku w białej koszuli)

Lounès Matoub (j. kabylski: Lwennas Meɛṭub, w alfabecie tifinagh ⵍⵡⴻⵏⵏⴰⵙ ⵎⴻⵄⵟⵓⴱ, ur. 24 stycznia 1956 w Taourirt Moussa w Kabylii, zm. 25 czerwca 1998), kabylski muzyk i działacz na rzecz kwestii berberyjskiej i sekularyzmu w Algierii. Jego żoną była Nadia Matoub.
W grudniu 1994 Matoub otrzymał Le Prix de la Mémoire od Danielle Mitterrand. 22 marca 1995 dziennikarskie stowarzyszenie S.C.I.J. z Kanady nagrodziło go Le Prix de la Liberté d'Expression, zaś 19 grudnia 1995 dostał Le Prix Tahar Djaout od La Fondation Nourredine Abba.
W 1998 roku został zamordowany w zamachu, którego okoliczności pozostają niejasne; niektórzy oskarżają islamskich terrorystów.
Przez mieszkańców Kabylii uważany jest za męczennika i bohatera, zaś przez algierskich Arabów krytykowany za ateizm i rzekome bluźnierstwo wobec islamu (np. w piosence Allahu Akbar).